# Trois-Palis
Trois-Palis is een gemeente in het Franse departement Charente (regio Nouvelle-Aquitaine) en telt 711 inwoners (2005). De plaats maakt deel uit van het arrondissement Angoulême.

## Geografie
De oppervlakte van Trois-Palis bedraagt 4,2 km², de bevolkingsdichtheid is 169,3 inwoners per km².
De onderstaande kaart toont de ligging van Trois-Palis met de belangrijkste infrastructuur en aangrenzende gemeenten.

## Demografie
Onderstaande figuur toont het verloop van het inwonertal (bron: INSEE-tellingen).